# Hôtel Charavin
LHôtel Charavin, ancien hôtel d’Ancézune, puis hôtel de Gramont-Caderousse est un bâtiment à Avignon, dans le département de Vaucluse.

## Histoire
L'hôtel a été construit sur l'emplacement des jardins et d'un casal (masure) de la petite Livrée de Poitiers par Louise d'Ancézune de Codolet entre 1611 et 1617. Elle a été inhumée en 1620 dans la chapelle du noviciat des jésuites dont elle avait financé par la suite la construction. Elle a légué l'hôtel à Just-Joseph-François Cadard d'Ancézune, seigneur de Caderousse.
L'hôtel est ensuite passé à la famille de Grammont qui avait hérité du fief de Caderousse. ce fief a été érigé en duché par le pape Alexandre VII en 1663 en faveur de Just-André-François d'Ancézune-Cadard, aide de camp de Louis XIV. En 1767, par testament, André-Joseph d'Ancézune donna son duché aux Grammont (ou Gramont).
Cet hôtel a servi de résidence à des hôtes de qualité : le prince et la princesse de Conti en 1660, quand Louis XIV est venu à Avignon, Emmanuel-Théodose de La Tour d'Auvergne, cardinal de Bouillon, en 1681, Jean d'Estrées, maréchal de France en 1685. Des Jacobites de la suite du prétendant à la couronne d'Angleterre Jacques François Stuart ont séjourné dans cet hôtel : John Hay of Cromlix, fait comte d'Inverness par le Prétendant à la Couronne d'Angleterre, y a séjourné avant de mourir en Avignon en 1740, sa veuve a continué à séjourner dans l'hôtel jusqu'à sa mort en 1768, Henri Benoît Stuart, cardinal-duc d'York, en 1745, son frère aîné, Charles Édouard Stuart, en 1748
L'hôtel a été saisi pendant la Révolution car son propriétaire, Philippe-Guillaume Gramont-Caderousse (†1800), avait été mis sur la liste des émigrés. Le tribunal révolutionnaire créé en 1793 y a siégé. Le duc ayant prouvé qu'il n'avait pas quitté la France, l'hôtel lui a été rendu. L'hôtel a été vendu par le 7e duc de Caderousse, Charles de Gramont-Caderousse (1808-1847), au début du XIXe siècle.
Un second étage a été ajouté à l'hôtel en 1923. L'hôtel a conservé son porche orné de deux lions et son escalier monumental.

## Protection
Le vestibule et l'escalier de l'hôtel ont été inscrits au titre des monuments historiques le 4 octobre 1932.